# Кипарски кентаури
Кипарски кентаури су у грчкој митологији били група кентаура.

## Митологија и уметност
Кентаури са Кипра су били племе кентаура са бивољим роговима. Били су вероватно локални духови или демони плодности, пратиоци богиње Афродите, те вероватно слични Керастима који су личили на Сатире и били свештеници поменуте богиње, такође са роговима бика. У миту, ове кентауре је родила Геја када ју је случајно оплодио Зевс, коме се просуло семе током неуспелог покушаја да се сједини са Афродитом, која тек што је била рођена из мора. Иако су настали на исти начин, ови кентаури нису повезани са много познатијим тесалским кентаурима.